# 선더베이 칠
선더베이 칠(Thunder Bay Chill)는 캐나다 온타리오주 선더베이를 연고지로 하는 아마추어 축구팀이다. 2000년부터 USL 프리미어 디벨로프먼트 리그 소속이며, 2008년에는 우승을, 2010년에는 준우승을 하였다.

## 선수 명단

### 현역
참고: FIFA 자격 규정에 따라 소속된 국가대표팀 국기를 표시합니다. 선수는 복수의 FIFA 비회원국 국적을 가지고 있을 수 있습니다.
| 번호 | 포지션 | 국적 | 이름 |
| ---- | ------ | ---- | ---- |

| 번호 | 포지션 | 국적 | 이름 |
| ---- | ------ | ---- | ---- |